# Szabó József (honvédőrnagy)
Boczonádi (boconádi) Szabó József (Kiskunfélegyháza, 1824. december 1. – Kiskunfélegyháza, 1893. június 16.) honvédőrnagy, altábornagy, a Ludovika Akadémia parancsnoka.

## Élete
Szabó József földbirtokos, kiskun főkapitány és Ferenczy Lúcia fia. 1841-től a 19. gyalogezredben szolgált, 1844-től nemesi testőr Bécsben. 1848. szeptember 20-án leköszönt és hazatért. Szeptembertől főhadnagy a 13. honvédzászlóalj állományában és segédtiszt Nádosy Sándor ezredes mellett. Októbertől százados, beosztották a 42. (Zemplén megyei) zászlóaljhoz. A felső-tiszai (I.) hadtest kötelékében részt vett a téli és a tavaszi hadjáratban. 1849. április közepétől alakulatának parancsnoka, májusban őrnagy. Ekkor zászlóaljával már a III. hadtestben szolgált a világosi fegyverletételig.
Aradon halálra ítélték, amit 16 év várfogságra változtattak. 1856-ban kegyelmet kapott. 1861-ben Kiskunfélegyháza országgyűlési képviselője. 1869-től őrnagy a Magyar Királyi Honvédségnél, 1870-ben alezredes, 1873-ban ezredes, 1878-ban vezérőrnagy, 1882-ben a Ludovika Akadémia parancsnoka, 1883-ban altábornagy, 1884-ben nyugdíjazták.
1856-ben feleségül vette homoródszentpáli Szentpály Jankát (meghalt Budapesten 1908-ban). Házasságából három gyermeke született, fia vitte tovább a nemesi Boczonádi nevet. Az ő leszármazottjai a Pototzky család tagjai, akik ma az Amerikai Egyesült Államokban élnek.

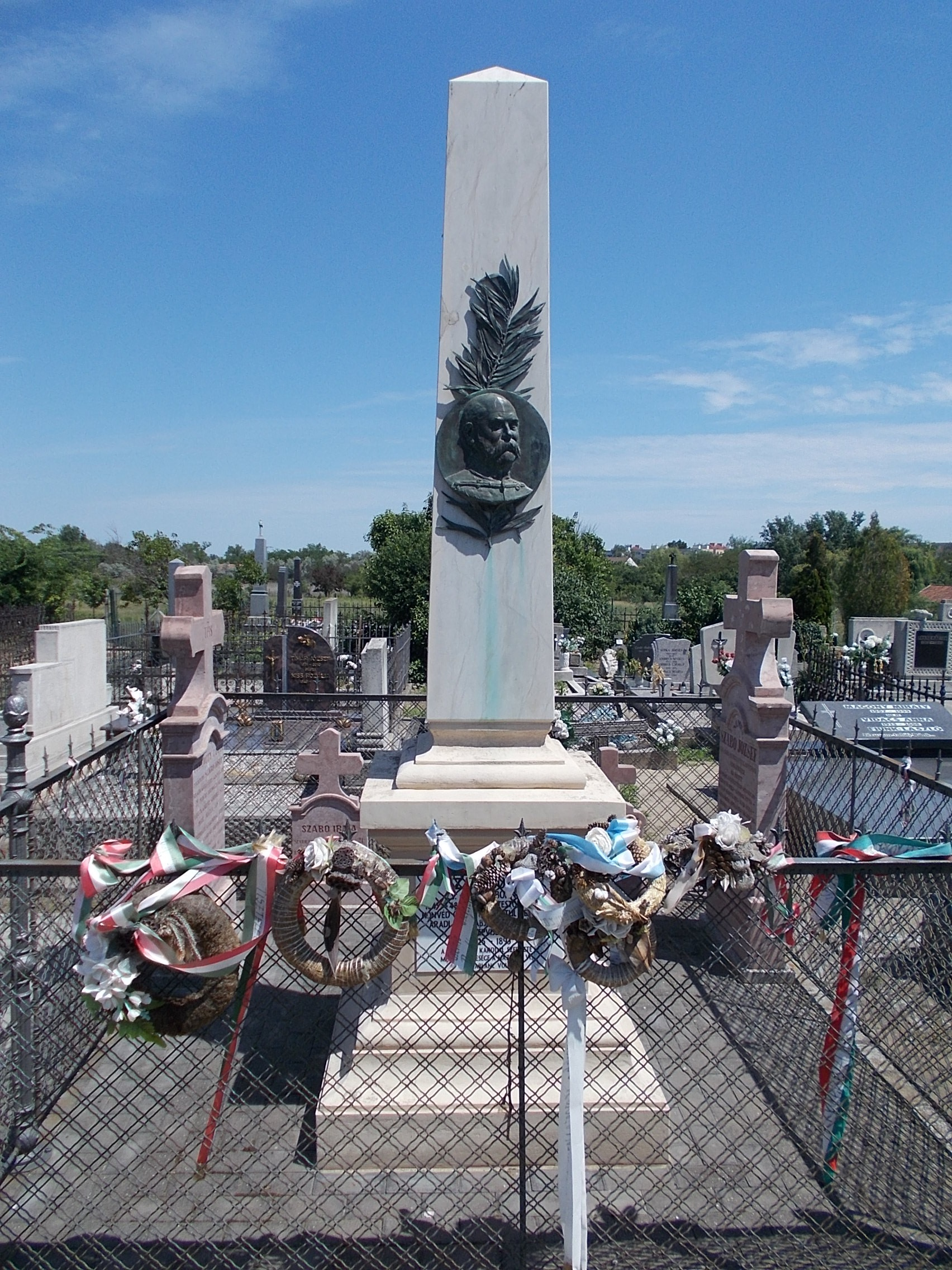
Sírja a kiskunfélegyházi temetőben

## Emlékezete
- 1990–2023 között nevét viselte a Magyar Honvédség egyik alakulata.
- 2024-ben Kiskunfélegyházán, szülőhelyén felavatták mellszobrát (Alkotó: Rieger Tibor).[3]

## További információ
- Boczonádi Szabó József szobra a Köztérkép.hu oldalon, Hársch Ferenc műlapja.